# Distretto di Aley
Il distretto di Aley  (in arabo عاليه ‎?) è un distretto del Libano, che fa parte del governatorato del Monte Libano. Il capoluogo è Aley.